# Giuseppina Leoneová
Giuseppina „Giusy“ Leoneová (* 21. prosince 1934) je italská sprinterka. Soutěžila na závodech 100 m, 200 m a 4 × 100 m na olympijských hrách 1952, 1956 a 1960 – do finále se dostala pětkrát. V roce 1960 získala bronzovou medaili ve 100 m, 0,06 sekundy před Mariji Itkinovou.